# Barbara Meek
Barbara Meek (Detroit, 26 februari 1934 – Providence, 3 oktober 2015) was een Amerikaans actrice. Ze was vooral bekend als Ellen Canby, de zwarte huishoudster van Archie Bunker in de tv-serie Archie Bunker's Place.

## Biografie
Meek was de dochter van Juanita (een pianiste) en Harold (buschauffeur). Ze studeerde toneel aan de prestigieuze Wayne State University en verliet deze opleiding in 1968 om toe te treden tot het Trinity Square Repertory Theatre in Providence, Rhode Island. Ze bleef lid tot haar overlijden. Ze verscheen in meer dan honderd toneelstukken, waarvoor ze verschillende prijzen won.
In februari 1968 trouwde ze met Martin Molson, met wie ze een dochter kreeg. Molson overleed in mei 1980. Barbara Meek overleed in 2015 op 81-jarige leeftijd.

## Filmografie
- Great Performances (televisieserie) - Rol onbekend
- See How She Runs (televisiefilm, 1978) - Evelyn Parnell
- Jimmy B. & André (televisiefilm, 1980) - Roxanne
- The House of Mirth (televisiefilm, 1981) - Mrs. Haffen
- Parole (televisiefilm, 1982) - Mrs. Sawyer
- Archie Bunker's Place (televisieserie) - Ellen Canby (22 afl., 1980-1982)
- Melba (televisieserie) - Rose (6 afl., 1986)
- Second Sight (1989) - Eileen
- Big Brother Jake (televisieserie) - Connie 'Ma' Duncan (afl. onbekend, 1990)
- CBS Schoolbreak Special (televisieserie) - Peggy Michaels (afl. The Emancipation of Lizzie Stern, 1991)